# Thịt cá mòi

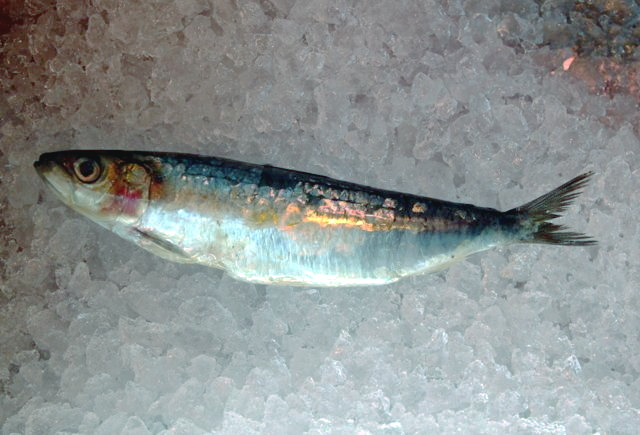
Một con cá mòi

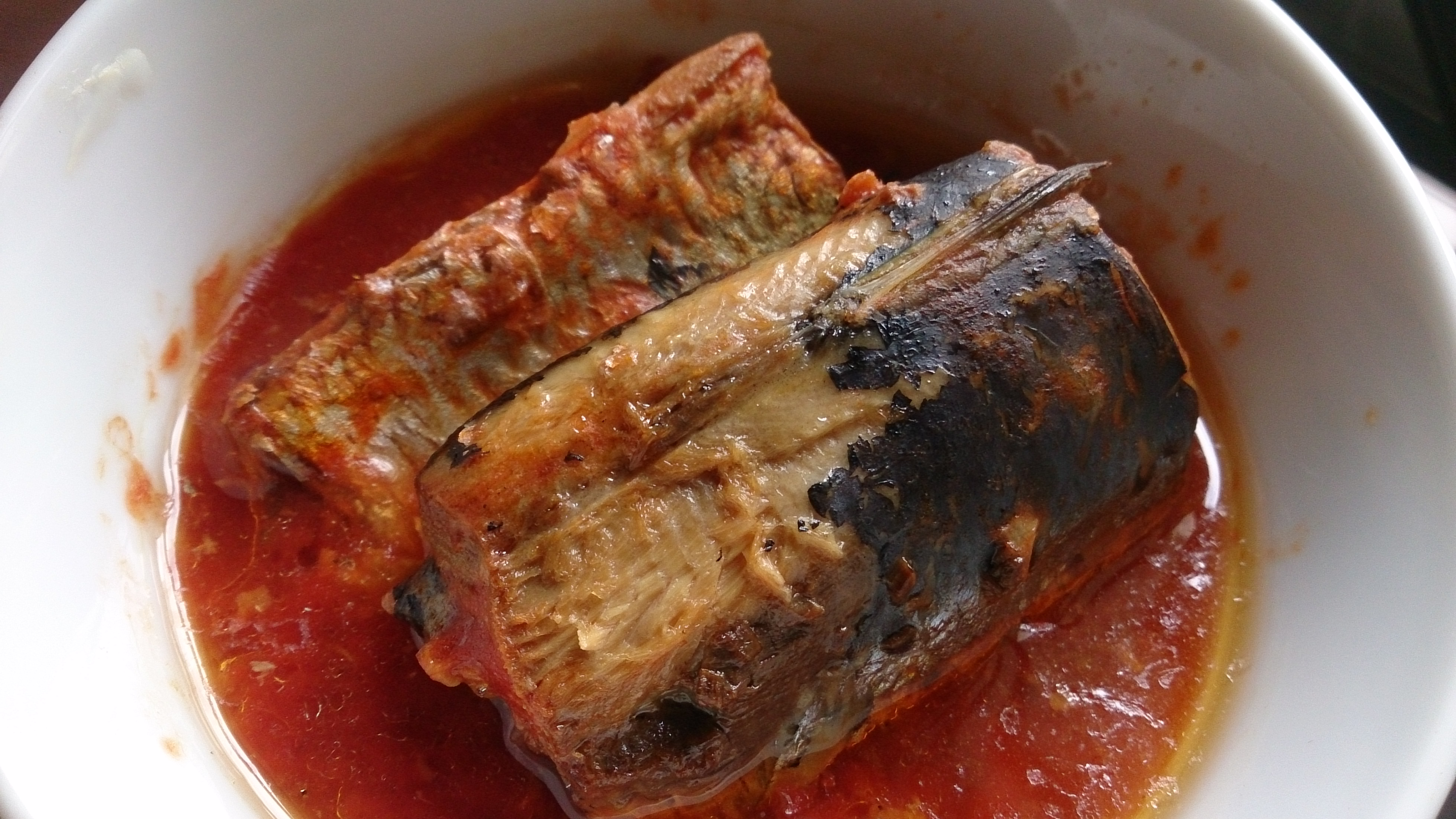
Cá mòi thịt hộp

Thịt cá mòi là thịt cá (cơ cá) của các loài cá mòi. Chúng là loài cá nhỏ, nhiều tinh dầu, là nguyên liệu món ăn được chế biến theo nhiều cách khác nhau trên thế giới. Chúng được sử dụng rất linh hoạt, phổ biến nhất là chiên áp chảo, nướng, xông khói, tẩm chua và ướp muối, dễ tìm thấy nhất vẫn là trong món cá hộp. Cá mòi thường xuất hiện ở vùng nước Anh từ giai đoạn tháng 6 đến tháng 1 năm sau, chúng thường được bán cả con, còn đông lạnh hoặc tươi. Cá mòi cơm cũng cùng thuộc một họ nhưng tên của chúng được đặt dựa theo tuổi của cá. Nếu dưới 2 tuổi thì gọi là cá mòi, còn trên đó thì gọi với cái tên khác là cá mòi cơm. 

## Đặc điểm
Cá mòi không chỉ ngon mà còn là nguồn cung cấp chất béo omega 3, vitamin B cho cơ thể, đặc biệt cho việc phát triển trí não và thần kinh. Thịt cá mòi màu trắng, vị bùi, vào mùa sinh sản có trứng, ăn có vị thơm ngậy. Một lợi thế khác với cá mòi là chúng có thể được chế biến rất nhanh và dễ dàng, chúng thường xuất hiện trong các bữa ăn sáng. Cá mòi tốt nhất là còn tươi và rơi vào đợt vụ mùa của chúng. Cá mòi có mắt sáng trong, da vẫn óng ánh, với lớp vảy vẫn còn nguyên, thịt hồng tươi và cấu trúc còn mềm. Mắt vẫn đục, da mất màu là dấu hiệu của việc chất lượng cá không còn tươi như ban đầu.

## Chế biến
Nên cho cá lăn qua một lớp dầu ô liu, muối và tiêu trước khi chế biến sẽ để lại hương vị ngọt ngào, thơm ngon cho cá hay phếch qua lớp nước cốt chanh sau khi chế biến điều này sẽ giúp hạn chế lại mùi oi dầu của cá. Có thể thưởng thức khi thịt cá mòi đã săn lại, sẫm màu và dễ dàng tách khỏi phần xương. Thịt cá mòi phi lê cũng có thể nướng hoặc áp chảo. Làm cá mòi không mổ dọc bụng như các loại cá khác, sau khi đánh sạch vảy cá chỉ cần cắt ngang một lát vừa tầm ở phía dưới mang rồi moi mật, ruột ra, dùng tay móc mang cá, và tiện dao khía những đường nhỏ quanh sườn cá. Chế biến cá mòi có nhiều cách rán, nướng, cá mòi băm chả. Thịt cá mòi ngọt mát, nước chấm đậm bùi, vị riềng ớt cay thơm, quyện với hương vị các loại lá kèm thêm miếng chuối xanh chan chát, miếng khế chua. Gỏi cá mòi thường ăn kèm với các loại rau quen thuộc như đinh lăng, tía tô, ngò tàu, xà lách, chuối chát, xoài chua.

## Hình ảnh

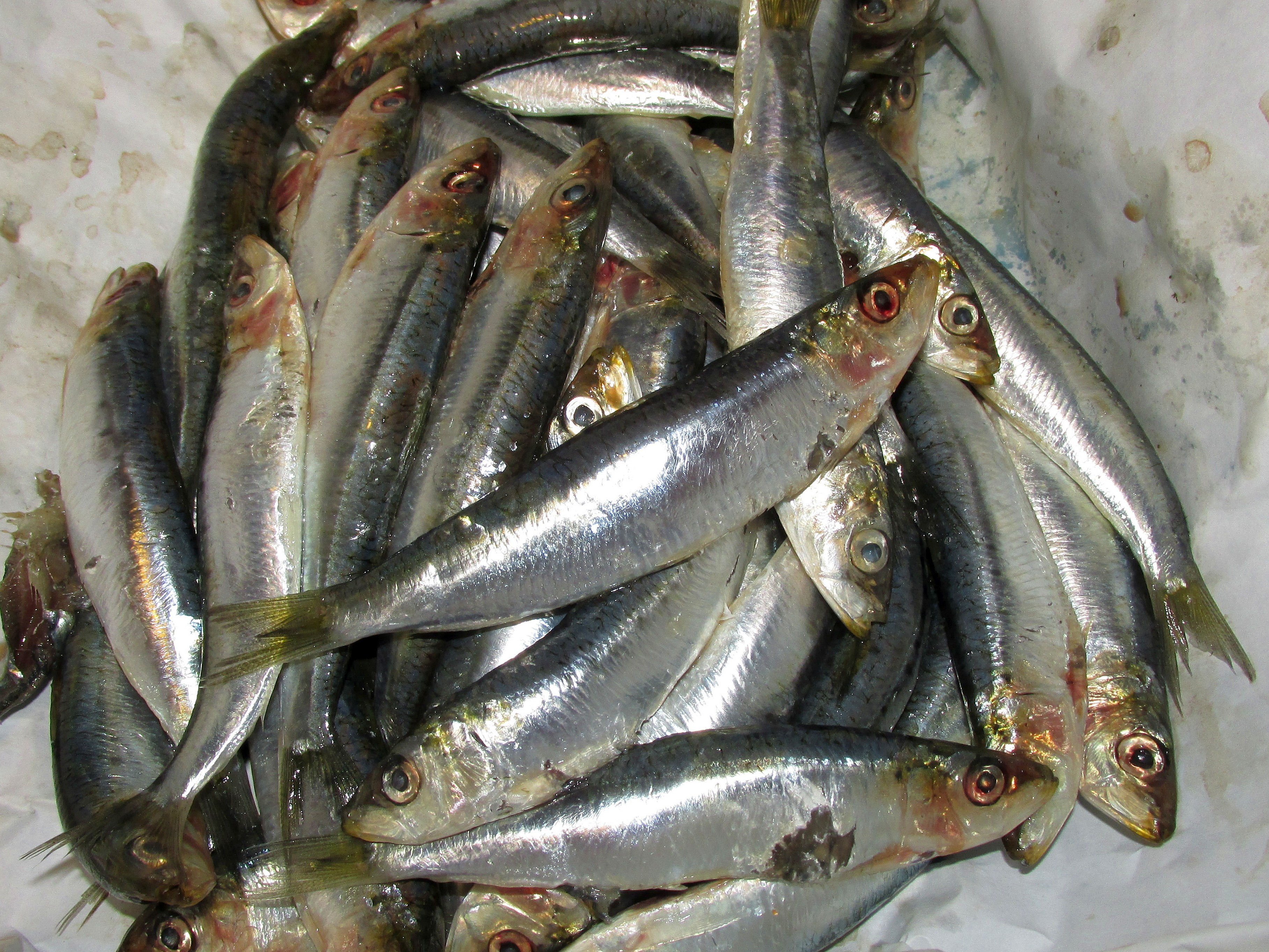
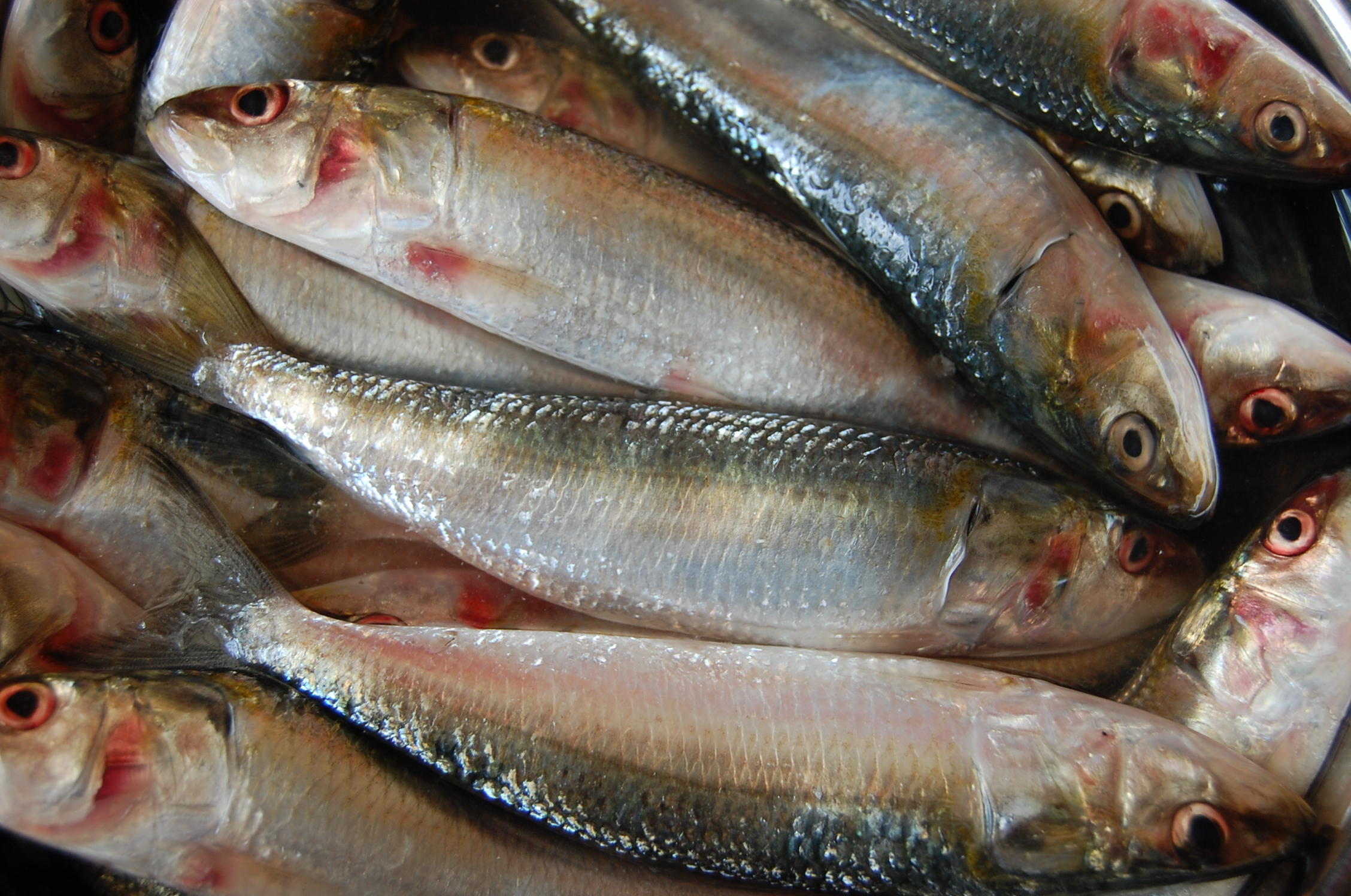
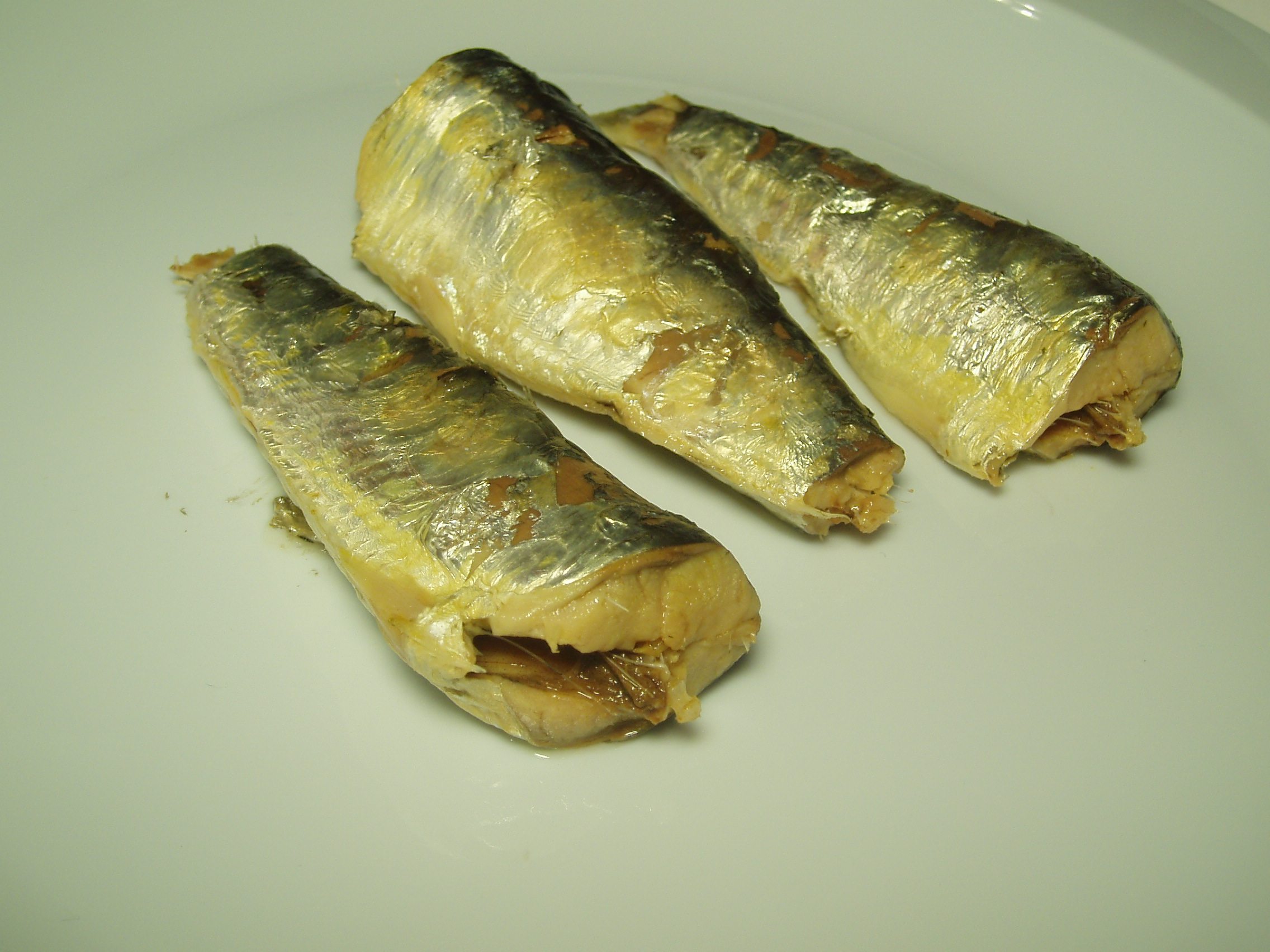
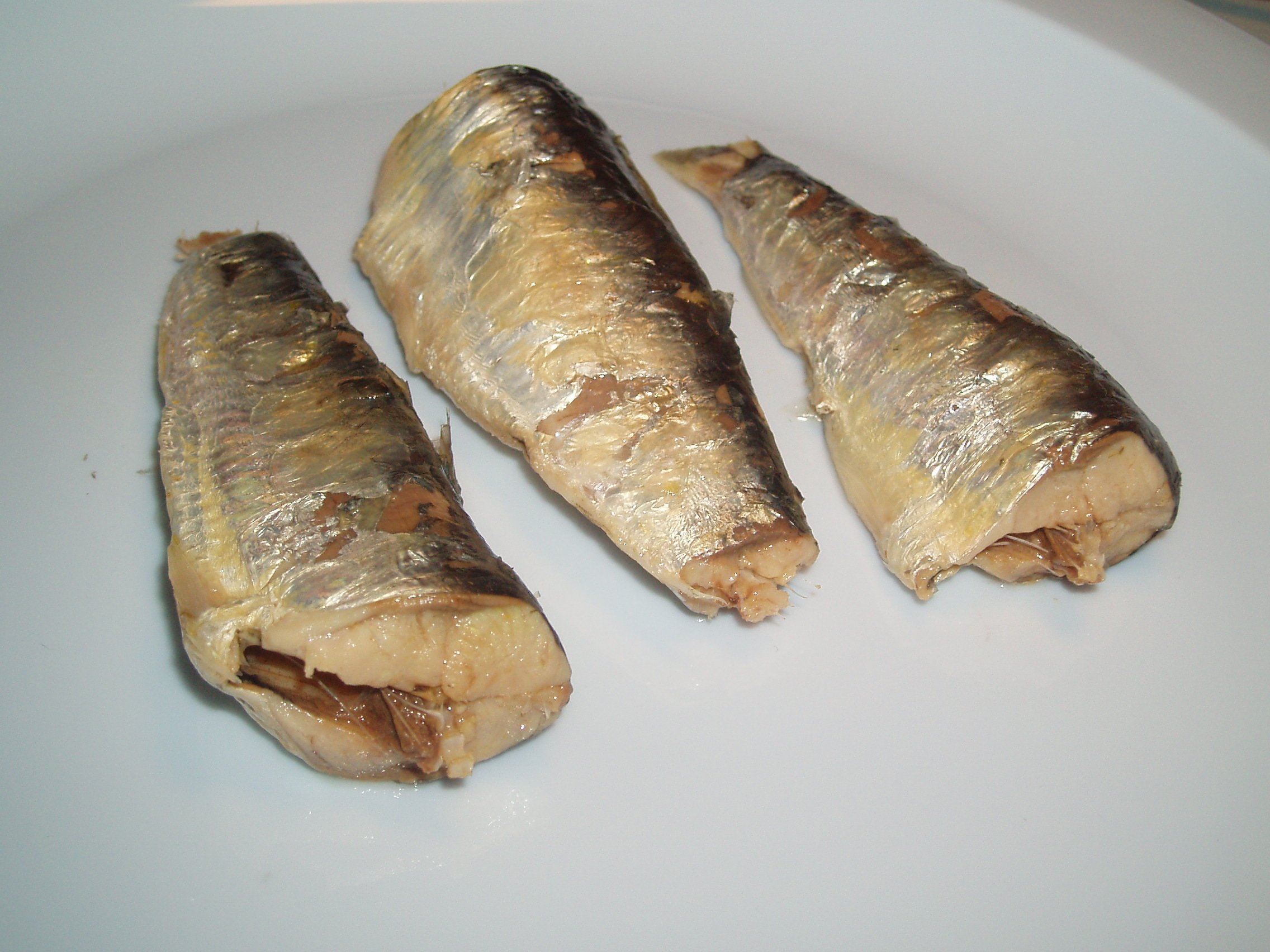
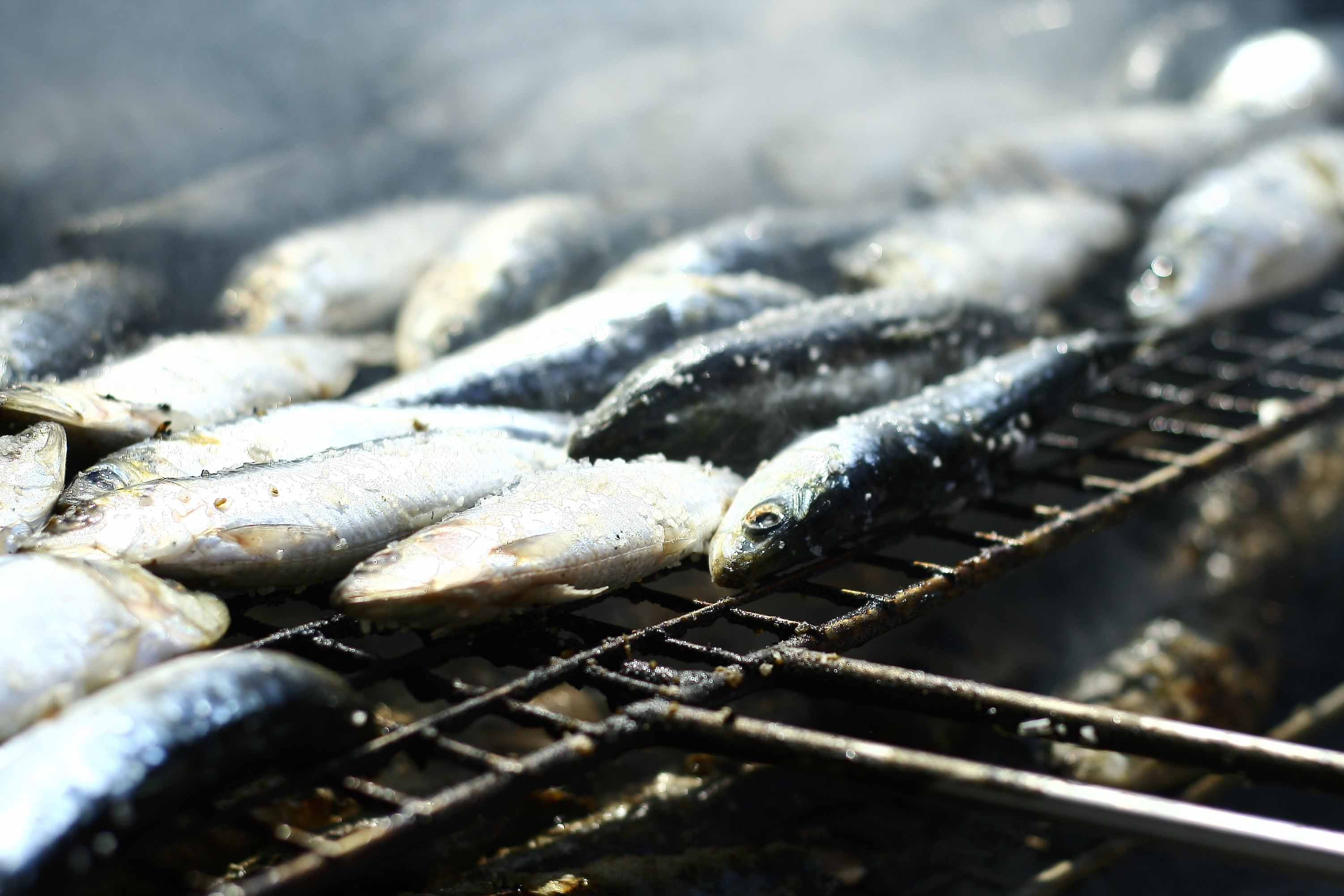
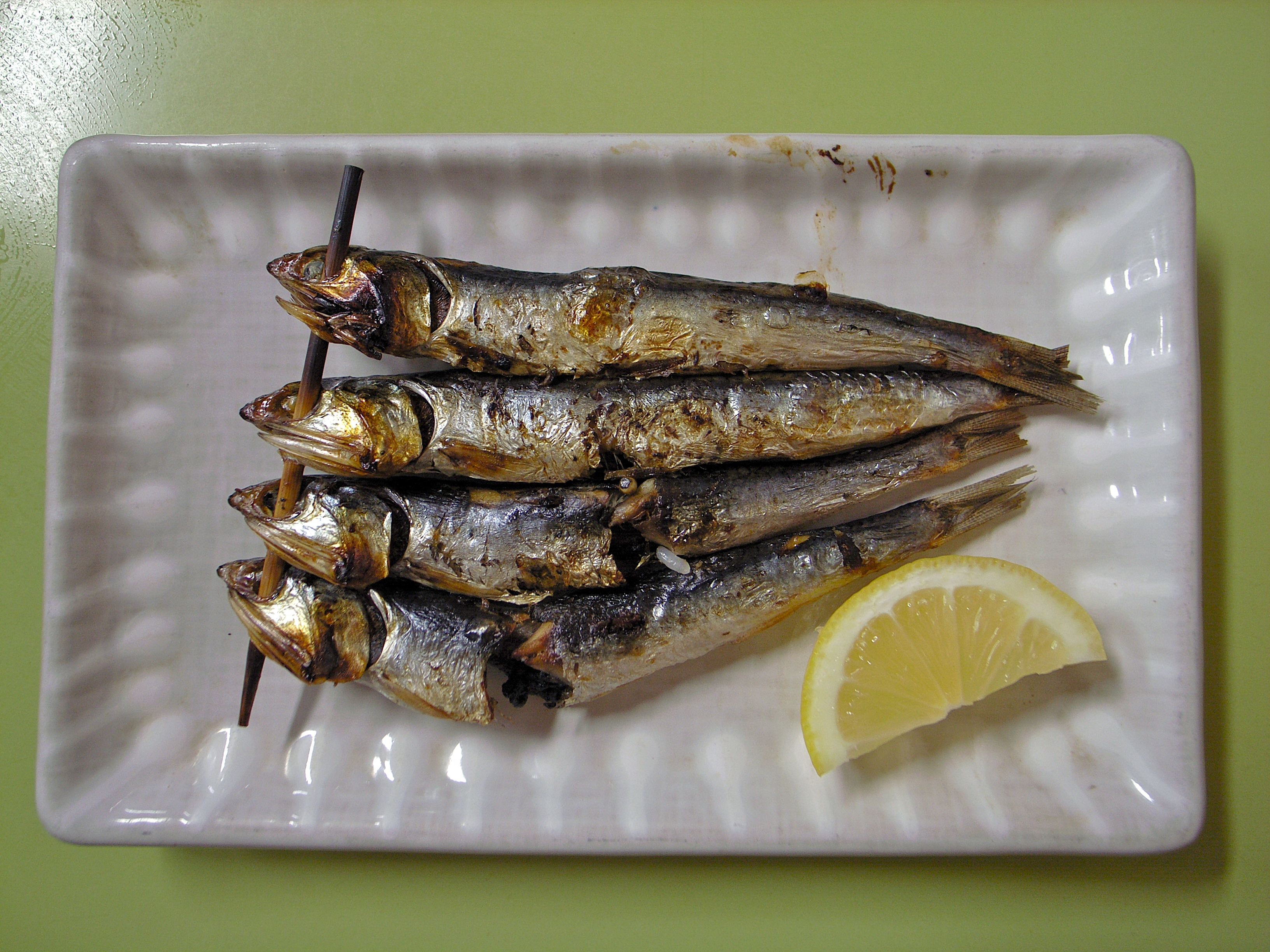
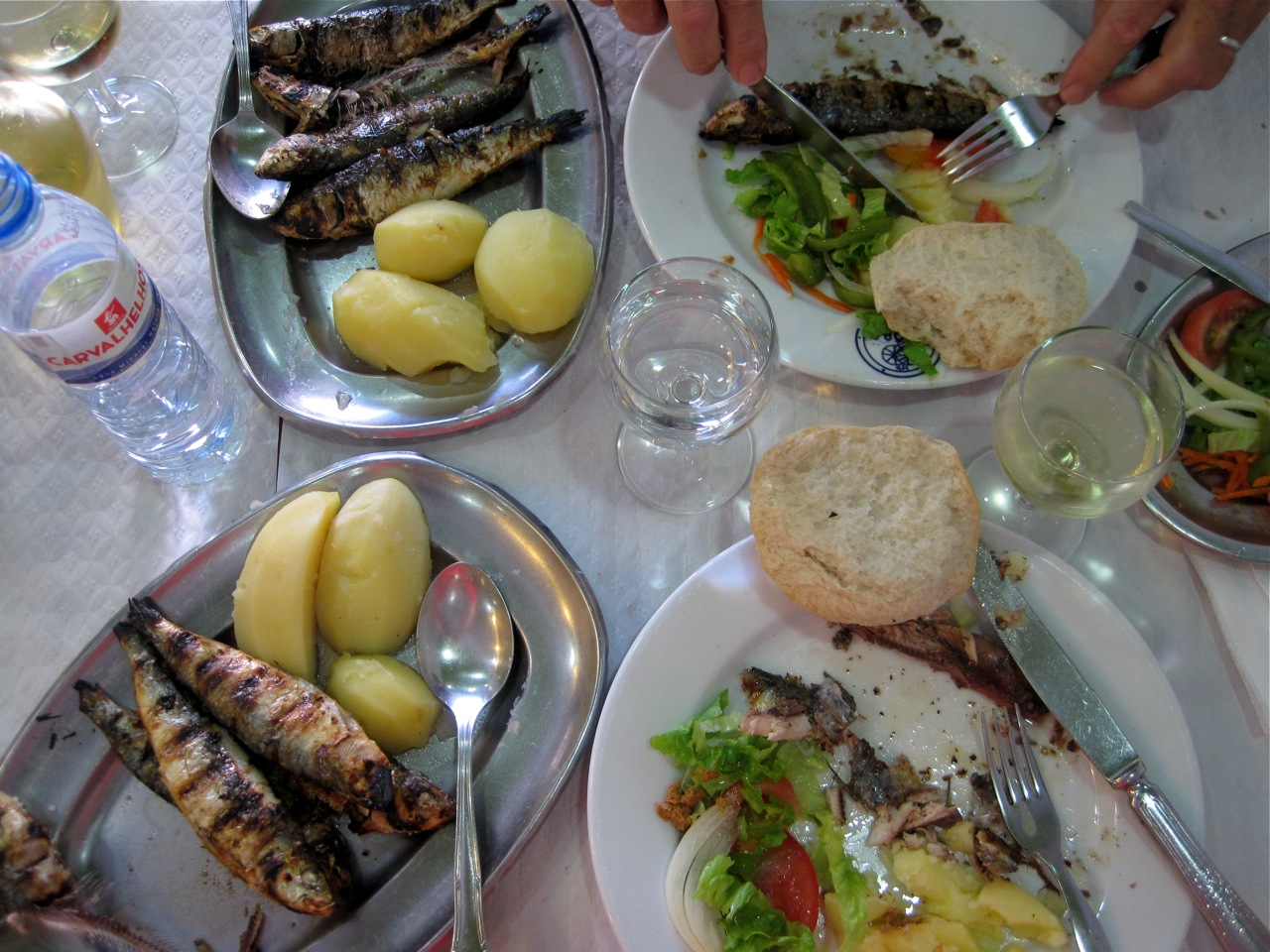
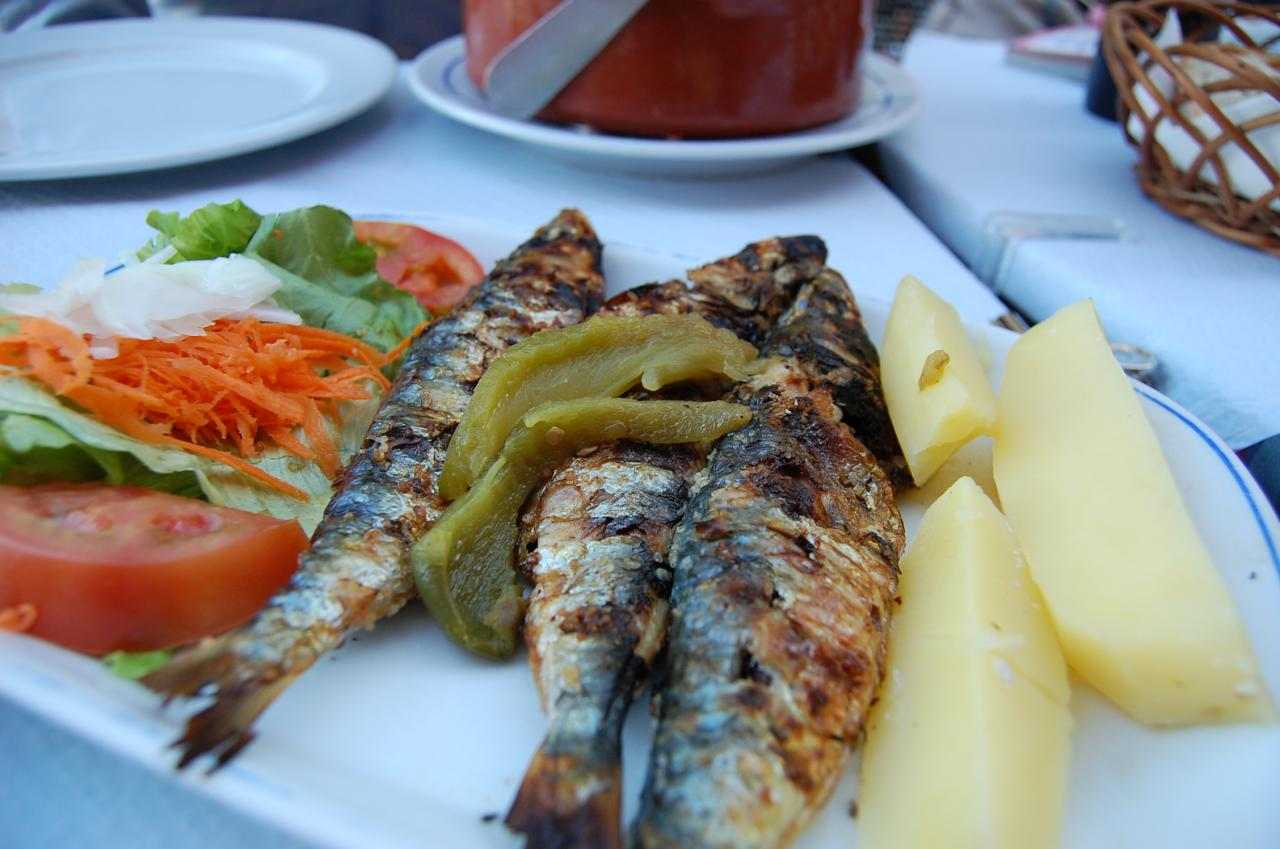
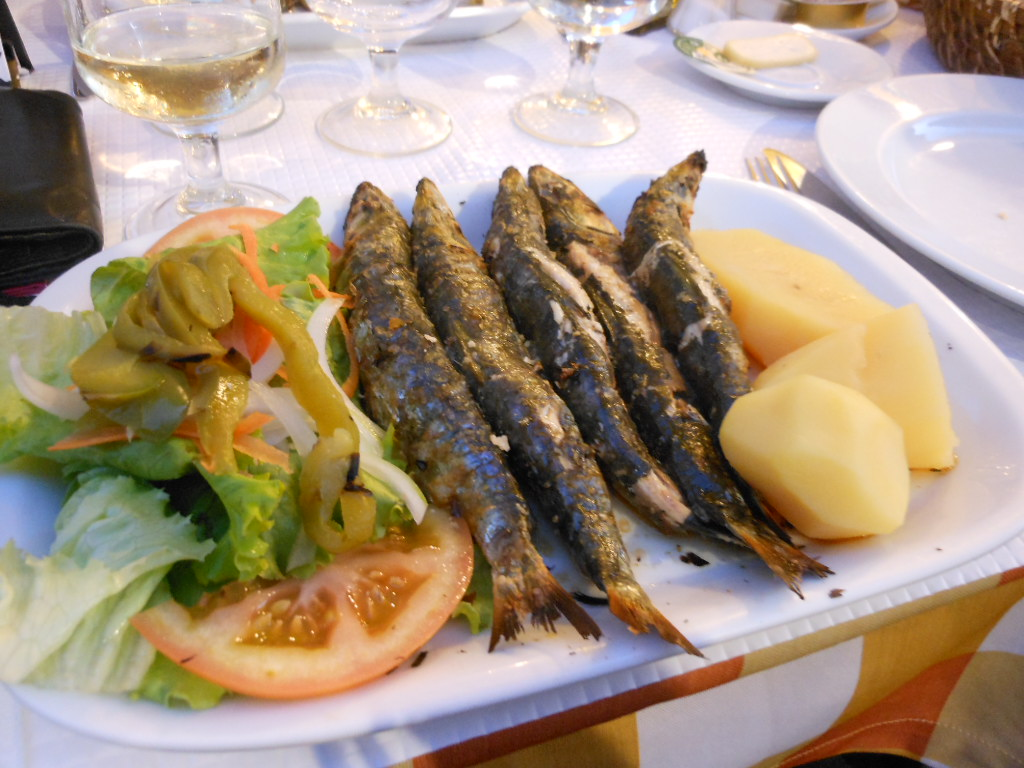